# 더 지니어스: 룰 브레이커의 방영 목록
이 문서에서는 대한민국의 게임 리얼리티 방송 더 지니어스: 룰 브레이커의 에피소드 목록을 서술한다. 더 지니어스: 룰 브레이커는 tvN을 통해 2014년 10월 1일부터  2014년 12월 17일까지 총 12화 방영되었다.

## 1화

### 메인매치
먹이사슬
1. 13명의 동물들을 포식자와 피식자의 관계로 이어놓은 먹이사슬이 존재하며, 플레이어들은 제비뽑기를 통해 자신의 캐릭터를 선택한다.
2. 승리조건은 동물마다 다르며, 자신이 어떤 동물인지는 다른 플레이어들에게 공개되지 않는다.
3. 캐릭터 선정이 끝나면 자신을 제외한 12명 중 한 명을 선택, 어떤 동물인지 엿볼 수 있다.
4. 게임은 총 4라운드로 진행되며, 라운드가 시작되면 플레이어들은 강, 하늘, 들, 숲 중 한 곳을 정해 이동한다.
5. 각 동물들은 각자의 주거주지역이 존재하며, 한 라운드를 다른 곳에서 보냈다면 다음 라운드에는 반드시 자신의 거주지역으로 돌아가야 한다.
6. 장소이동이 끝나면, 같은 지역에 있는 동물을 공격할 수 있다. 공격상대가 자신보다 낮은 계급일 경우 공격 성공, 공격당한 동물은 잡아먹힌다.
7. 공격한 동물이 자신과 같은 계급일 경우 아무 일도 일어나지 않는다.
8. 공격스티커를 상대에게 붙이면 공격이 성립되며, 공격상황은 같은 지역에 있는 플레이어들에게만 공개된다.
9. 공격 결과, 사망한 플레이어가 발생했을 경우, 해당 플레이어의 이름이 모두에게 공개된다. (단, 어떤 동물이었는지는 공개되지 않는다)
10. 게임 종료시, 승리조건을 충족시킨 플레이어들은 모두 우승자가 되어 생명의 징표를 획득한다.
11. 우승자들은 패배한 플레이어들 중 한 명을 탈락후보로 선택하며, 탈락후보는 우승자를 제외한 플레이어 중 1명을 데스매치 상대자로 지목한다.
12. 우승자(들)는 우승상금으로 가넷 1개와 불멸의 징표 단서를 받는다.

### 데스매치
콰트로
1. 콰트로란 숫자와 색이 모두 다른 4장의 카드를 의미하며, 숫자의 합이 더 높은 콰트로를 완성하는 플레이어가 우승자가 된다.
2. 게임은 1~10까지 적혀있는 빨강, 파랑, 초록, 노란색 카드 각각 10장, 제로 카드 1장, 총 41장의 카드로 진행된다.
3. 딜러는 41장을 셔플한 뒤 탈락후보 2명에게는 4장씩,나머지 11명에게는 각각 3장씩을 나눠준다.
4. 탈락후보 2명은 4장의 카드 중 한 장씩을 오픈한다. 카드 1장을 오픈하고 나면, 탈락후보 2명은 11명의 플레이어들과 카드교환을 할 수 있다.
5. 이미 오픈된 카드는 교환이 불가능하며,탈락후보 2명 다 더 이상 교환을 원하지 않을 때 다음 카드를 오픈할 수 있다.
6. 카드 교환 순서에는 제한이 없으며, 게임 전체를 통틀어 한 번 교환한 플레이어와는 다시 교환할 수 없다. (플레이어 1명당 1장씩만 교환 가능)
7. 탈락후보 2명은 자신의 카드 4장을 다 오픈하기 전까지 11명의 플레이어와 모두 교환해야한다. 즉, 총 11번의 카드교환을 하게 된다.
8. 마지막 카드를 오픈했을 때, 2명 모두 콰트로를 완성했다면, 숫자의 합이 더 큰 플레이어가 승리한다.(숫자의 합이 같을 경우 더 높은 숫자카드를 가진 플레이어의 승리)
9. 둘 중 한 명이 콰트로를 완성시키지 못했을 경우,해당 플레이어가 패배한다.
10. 하지만 오픈된 카드에 제로카드가 포함되어있을 경우, 상대방의 콰트로 완성 여부와 관계없이 무조건 패배한다.

## 2화

### 메인매치
자리 바꾸기
1. 플레이어들은 1~11까지의 숫자, X중 하나를 자신의 고유번호로 지정받는다.
2. 고유번호는 다음 라운드가 시작될 때마다 +1이 된다. 단, 11은 X가 되고, X는 1이 된다.
3. 스트레이트란 연속되는 고유번호를 가진 플레이어 5명이 나란히 앉은 상태를 의미한다.(11과 1은 연결된다)
4. X가 포함되면 스트레이트를 완성시킬 수 없으며, 5명 이상이 연속으로 앉은 경우에도 스트레이트로 인정되지 않는다.
5. 각자 원하는 자리에 앉아서 게임을 시작하며,모두 착석하면 본인에게만 자신의 고유번호를 알려준다.
6. 고유번호 공개 후, 현재 앉은 상태에서 가장 길게 연속해서 앉은 플레이어들의 명수,즉 최다연속플레이어 명수를 공개한다.
7. 플레이어들은 매 라운드마다 1번, 두 플레이어의 쌍방동의하에 자리 바꾸기를 할 수 있다.
8. 자리 바꾸기 시간이 끝나면 다시 한 번 최다연속플레이어 명수가 공개된다.
9. 새로운 라운드가 시작되면 플레이어들의 고유번호는 +1이 되고, 다시 자리바꾸기가 시작된다.
10. 최다연속플레이어 명수 공개 시 스트레이트가 완성됐을 경우, 게임이 종료된다.
11. 종료 시 스트레이트에 포함된 플레이어들은 모두 생명의 징표를 얻게 되며, 스트레이트의 중심이 된 플레이어는 우승자가 되어 가넷 10개와 불멸의 징표 단서를 획득한다.
12. 게임 종료 시 X인 플레이어가 탈락후보가 되어, 생명의 징표가 없는 플레이어 중 한명을 데스매치 상대로 지목한다.

### 데스매치
해 달 별
1. 탈락후보 2명을 제외한 10명의 플레이어들은 제비뽑기를 통해 1~10번까지 라운드 순서를 정한다.
2. 10명의 플레이어들은 각자 해, 달, 별 중 하나의 표식을 선택해 자신의 컵 아래에 숨긴다.
3. 게임 시작 시 탈락후보에게는 칩 4개씩이 지급되며, 이 칩으로 10명의 관전플레이어의 표식을 예상해 베팅할 수 있다.
4. 탈락후보 2명은 번갈아가며 선 플레이어가 되며,선 플레이어는 상대방이 보유한 칩의 절반까지 베팅할 수 있다. (선 플레이어는 베팅하지 않아도 된다)
5. 후 플레이어는 반드시 선플레이어가 베팅한 금액의 2배 이상 베팅해야 한다.
6. 베팅이 끝나면 해당 플레이어의 표식을 확인,맞힌 플레이어는 자신이 베팅한 칩의 3배를 받는다. 틀린 플레이어가 베팅한 칩은 모두 딜러가 회수한다.
7. 10번째 플레이어의 해,달,별 표식에 대한 베팅이 끝나 10라운드가 종료됐을 때, 보유한 칩이 더 적은 플레이어가 최종탈락자가 된다.
8. 10라운드 종료 전에 칩을 모두 잃어도 최종 탈락자가 된다.

## 3화

### 메인매치
왕 게임
1. 투표를 통해 1라운드 왕을 선출, 왕을 포함한 모든 플레이어들은 엄지, 검지 중 하나를 선택한다.
2. 엄지, 검지 선택은 두 라운드마다 바뀌며, 자신이 엄지인지 검지인지는 다른 플레이어들에게 공개되지 않는다.
3. 왕은 자신을 포함한 모든 플레이어들을 A구역과 B 구역에 나누어 보낸다. 단, 한 구역에 최소 2명은 반드시 보내야 한다.
4. 플레이어 배치가 끝나면 라운드 결과가 발표되며, 각 구역에서 엄지, 검지 중 수가 더 적은 쪽이 1점씩 획득한다.
5. 한 구역에 있는 엄지, 검지 수가 같거나, 엄지만 있을 경우, 검지만 있을 경우에는 승점을 획득하지 못한다.
6. 2라운드부터는 전 라운드의 왕이 지목한 플레이어가 왕이 된다. 단, 한 번 왕이었던 플레이어에게는 왕위를 승계할 수 없다.
7. 게임은 총 11라운드로 진행되며, 종료 시 승점이 가장 높은 플레이어가 우승자가 된다.
8. 최하위자가 여러 명일 경우, 모두 자동으로 데스매치에 진출한다.
9. 단독 최하위자일 경우, 그 다음으로 승점이 낮은 플레이어(들)까지 모두 데스매치에 진출한다.
10. 데스매치에 진출하지 않는 플레이어들에게 가넷1개,우승자는 불멸의 징표단서를 추가로 획득한다.

### 데스매치
결! 합!
1. 게임은 도형, 도형의 색, 배경색 3가지 속성이 각기 다른 27장의 그림으로 진행되며, 라운드마다 이중 9장의 그림이 공개된다.
2. ‘합’이란 3가지 속성이 모두 같거나 모두 다른 그림들로 이루어진 3장의 그림을 말하며, 플레이어들은 ‘합’이 되는 3장의 그림을 찾아야 한다.
3. 플레이어들에게는 한 번씩 번갈아가며 10초의 시간이 주어지며, 합을 찾아냈다면 5초 안에 ‘합’을 외친 뒤 그림 번호를 호명해야한다
4. 호명한 그림이 합이 맞을 경우 +1점, 합이 아닐 경우 –1점이 된다
5. 자신의 순서(10초)에 아무것도 호명하지 않으면 점수변동 없이 상대방에게 기회가 넘어간다. (단, 합을 외친 후 5초 안에 답을 말하지 않으면 –1점)
6. 총 6번의 턴이 넘어가는 동안 아무도 ‘합’ 혹은 ‘결’을 외치지 않으면 해당 라운드가 종료되고, 다음 라운드로 넘어간다.
7. 만약, 9장의 그림에서 더 이상 합이 없다고 판단된다면 ‘결’을 외칠 수 있다
8. 실제로 합이 되는 그림이 더 이상 없을 경우, 결을 외친 플레이어는 승점 +3점이 된다
9. 결을 외쳤는데 합이 되는 그림 조합이 남아있었다면 해당 플레이어는 –1점이 되고, 기회는 다음 플레이어에게 넘어간다.
10. 게임은 총 10라운드로 진행, 승점이 낮은 플레이어가 탈락자가 되며, 탈락자의 가넷은 승리한 플레이어에게 넘어간다.

## 4화

### 메인매치
암전게임
1. 게임은 5명씩 2팀으로 나뉘어 팀 전으로 진행되며, 총 2회전으로 각 팀이 1번씩 수비팀, 공격팀이 된다.
2. 한 회전은 수비팀 5명이 1번씩 수비수가 되어 5라운드로 진행된다.
3. 라운드 시작과 함께 암전되며, 공격팀은 1분 동안 홀 가운데 있는 경계선을 넘어 점수를 획득해야한다.
4. 경계선을 넘는 플레이어의 수에는 제한이 없다. 5명 모두 넘어가도, 아무도 넘어가지 않아도 된다.
5. 1분이 지나면, 수비수는 수비판정을 한다. 경계선을 넘은 플레이어가 있다고 판단되면 빨간색 버튼을 눌러 수비할 수 있다.
6. 빨간색 버튼을 눌렀을 때, 경계선을 넘은 플레이어들이 있다면 해당 플레이어들은 모두 게임(공격)에서 제외된다.
7. 만약, 경계선을 넘은 플레이어가 없는데, 빨간색 버튼을 눌렀다면 수비페널티로 공격팀이 선택한 1명을 경계선 반대편으로 넘겨준다. (즉, 해당 플레이어는 승점을 획득한다.)
8. 단, 빨간색 버튼은 5라운드 동안 4번만 누를 수 있다.
9. 경계선을 넘은 플레이어가 없다고 판단되면, 초록색 버튼을 눌러 수비할 수 있다. (초록색 버튼을 누르는 횟수에는 제한이 없다)
10. 초록색 버튼을 눌렀을 때, 경계선을 넘은 플레이어가 없다면 수비페널티를 피할 수 있으며 공격팀은 점수를 획득하지 못한다.
11. 하지만 초록색버튼을 눌렀을 때, 경계선을 넘어간 플레이어가 있다면 해당 플레이어들은 승점을 획득한다.
12. 또한 승점은 성공한 횟수만큼 1점이 가산된다. 즉, 처음 성공 시 1점, 두 번째 성공 시 2점이 된다.
13. 게임 종료 시 승점이 더 높은 팀이 우승팀이 되어, 전원이 생명의 징표와 가넷 1개, 불멸의 징표 단서를 획득한다.
14. 탈락후보는 우승팀에서 패배팀 중 1명을 지목하여 결정하며, 지목받은 탈락후보가 자신의 팀원 중 한 명을 선택하여 데스매치를 진행한다.

### 데스매치
해 달 별
1. 탈락후보 2명을 제외한 10명의 플레이어들은 제비뽑기를 통해 1~10번까지 라운드 순서를 정한다.
2. 10명의 플레이어들은 각자 해, 달, 별 중 하나의 표식을 선택해 자신의 컵 아래에 숨긴다.
3. 게임 시작 시 탈락후보에게는 칩 4개씩이 지급되며, 이 칩으로 10명의 관전플레이어의 표식을 예상해 베팅할 수 있다.
4. 탈락후보 2명은 번갈아가며 선 플레이어가 되며,선 플레이어는 상대방이 보유한 칩의 절반까지 베팅할 수 있다. (선 플레이어는 베팅하지 않아도 된다)
5. 후 플레이어는 반드시 선플레이어가 베팅한 금액의 2배 이상 베팅해야 한다.
6. 베팅이 끝나면 해당 플레이어의 표식을 확인,맞힌 플레이어는 자신이 베팅한 칩의 3배를 받는다. 틀린 플레이어가 베팅한 칩은 모두 딜러가 회수한다.
7. 10번째 플레이어의 해,달,별 표식에 대한 베팅이 끝나 10라운드가 종료됐을 때, 보유한 칩이 더 적은 플레이어가 최종탈락자가 된다.
8. 10라운드 종료 전에 칩을 모두 잃어도 최종 탈락자가 된다.

## 5화

### 메인매치
7계명
1. 게임에 사용되는 칩은 빨강, 노랑, 초록, 파랑 4종류이며, 기본적으로 1개에 1점의 가치를 지닌다.
2. 주머니에서 무작위로 4개씩을 뽑아 시작자금으로 갖게 되며, 게임도중 획득한 칩은 모두에게 공개된다.
3. 법안에는 개인법안과 전체법안이 있으며,전체법안은 투표에 의해 등록. 등록될 경우 모든 플레이어들에게 적용되는 법안이다.
4. 개인법안은 게임 시작 전 1개씩을 받게 되며, 투표와 상관없이 적용된다. 개인법안의 내용은 모두 다르며, 다른 플레이어들에게 공개되지 않는다.
5. 플레이어들은 빈칸을 채워 내용을 완성할 수 있는 10가지 내용의 전체법안 카드를 10장씩 지급받는다. (지급되는 전체법안 카드 10장의 구성은 모두 같다)
6. 게임은 총 120분 동안 진행, 이 시간동안 언제든지 전체법안의 빈 칸을 채워 법안을 제시할 수 있다. 법안이 제시되면 투표를 통해 법안 등록을 결정한다.
7. 투표에는 찬성, 반대, 절대찬성, 절대반대 4가지 선택이 가능하며, 투표결과 찬성이 많으면 7계명에 등록, 반대가 많으면 등록되지 못한다.
8. 하지만 누군가 절대찬성을 투표했다면, 찬성/반대표 수에 상관없이 해당 법안이 등록, 반대로 절대반대가 나왔다면 법안은 등록되지 못한다.
9. 단, 절대찬성/반대는 와일드카드와 함께 사용돼야 한다. 와일드카드는 게임시작 전, 모두에게 1장씩 지급된다.
10. 절대찬성/반대를 투표했는데 와일드카드가 없다면, 자신이 보유한 칩을 모두 반납해야 한다.
11. 절대찬성/반대를 낸 플레이어가 여러 명일 경우 더 많은 쪽의 의견을 따르며, 동률일 경우 절대찬성/반대를 뺀 나머지 투표결과를 따른다.
12. 통과된 법안은 7계명에 등록되어 그 즉시 실행된다. 전체법안은 7개까지 등록되며, 이후 새로운 법안이 통과되면, 가장 먼저 등록되었던 법안이 폐기된다.
13. 120분이 지나면, 플레이어들은 마지막으로 1번씩 법안을 제시할 기회를 추가로 갖고 게임을 종료한다.
14. 게임이 종료되면 개인법안이 공개되며, 등록되어있는 전체법안과 각 플레이어의 개인법안에 따라 점수를 계산한다.
15. 계산 결과, 점수가 가장 높은 플레이어가 우승자 점수가 가장 낮은 플레이어가 탈락후보가 된다. 공동우승 시, 생명의 징표와 불멸의 징표 단서 1개씩을 획득
16. 단독 우승일 경우, 가넷 7개, 생명의 징표 2개, 불멸의 징표 단서를 획득한다.

### 데스매치
5회
1. 레이저 장기는 레이저를 반사, 투과시켜 상대편의 왕을 제거하는 게임이다.
2. 공격무기 레이저(1개)는 이동은 불가능하지만, 공격을 받아도 게임에서 제거되지 않는다. 자신의 턴이 끝나면 자동으로 자신의 레이저가 발사된다.
3. 스플리터(1개)는 레이저를 직진으로 투과시키면서 반사시켜 레이저를 2개로 분리시킨다. 또한 레이저에 맞아도 제거되지 않는다.
4. 왕(1개)은 어느 면이든 레이저를 맞으면 바로 제거되며, 왕이 제거되는 순간 게임이 종료된다.
5. 세모기사(5개)는 삼각기둥, 네모기사(2개)는 사각기둥으로 거울이 장착된 1개의 면으로 레이저를 반사시킨다.
6. 그러나 거울이 없는 나머지 면에 레이저를 맞으면 해당 말은 판에서 제거된다.
7. 각 말은 지정된 위치에서 시작하며, 플레이어들은 자신의 순서에 말의 위치를 하거나 혹은 을 할 수 있다.
8. 말 이동시 플레이어들은 자신의 말 1개를 상, 하, 좌, 우, 대각선 중 1칸 움직일 수 있다. (단, 레이저는 이동 불가)
9. 방향전환 시 플레이어들은 레이저를 포함한 자신의 말 1개의 방향을 90도 돌릴 수 있다.
10. 단, 레이저는 게임 판 바깥쪽으로 방향 전환할 수 없다.
11. 말의 이동 or 방향전환이 끝나면 레이저가 발사. 누구의 말이든 거울이 아닌 면에 레이저를 맞으면 즉시 판에서 제거되고, 순서는 다음 사람에게 넘어간다.
12. 게임은 한쪽의 왕이 제거될 때까지 진행되며, 먼저 왕이 제거된 플레이어가 최종탈락자가 된다.

## 6화

### 메인매치
독점게임
1. 게임은 총 64장의 카드로 진행되며, 석탄, 철, 나무, 물, 석유, 쌀, 금, 다이아몬드 8가지 자원카드와 폭탄카드로 구성되어있다.
2. 석탄, 철, 나무는 8장씩 물, 석유, 금, 쌀, 다이아몬드는 각각 7장씩 폭탄카드는 5장이다.
3. 석탄, 철, 나무는 8장을 모아야 독점이 되며, 나머지 자원은 7장을 모으면 독점이 된다.
4. 플레이어들은 64장의 카드를 섞어 8장씩 나눈 카드더미 중 1개를 선택, 자신의 카드를 확인 한 뒤 딜러에게 반납한다.
5. 카드더미는 딜러가 따로 보관하며, 플레이어들은 자신의 카드를 열람할 수 있는 신분증을 1개씩 지급받는다.
6. 게임이 시작되면 플레이어들은 카드를 교환할 수 있다. 교환을 원하는 플레이어들은 딜러에게 신분증을 제시하고 카드를 받는다.
7. 2명의 플레이어가 맞교환을 해야 하며, 반드시 같은 장수의 카드를 교환해야 한다.
8. 교환이 끝나면 자신의 카드를 확인한 뒤, 카드를 제출하고 신분증을 돌려받는다.
9. 카드교환을 통해 1가지 자원카드를 독점한 플레이어는 독점 버튼을 누를 수 있으며, 독점일 경우 그 즉시 게임이 종료된다.
10. 가장 먼저 독점버튼을 누른 플레이어가 우승자가 되며, 종료 시 가장 많은 폭탄카드를 가진 플레이어가 탈락후보가 된다.
11. 하지만 폭탄 카드 역시 독점이 가능하며, 독점할 경우 자원독점과 마찬가지로 우승자가 될 수 있다.
12. 폭탄카드 독점으로 게임이 종료될 경우, 종료 시 가장 많은 종류의 자원카드를 가진 플레이어가 탈락후보가 된다.
13. 가넷 10개를 지불하면 자신이 가진 폭탄카드 1장을 해체할 수 있다. 해체된 폭탄카드는 게임에서 제거되며, 해체과정은 다른 플레이어에게 공개되지 않는다.
14. 만약 누군가 폭탄카드를 해체했다면, 폭탄카드를 4장만 모아도 독점할 수 있다.
15. 자원카드 독점으로 우승한 플레이어는 생명의 징표 2개와 5가넷, 불멸의 징표단서를 획득한다.
16. 폭탄카드 독점으로 우승한 플레이어는 생명의 징표 2개와 10가넷, 불멸의 징표단서를 획득한다.

### 데스매치
암전게임
1. 탈락후보 2명이 팀장이 되어 진행되며, 총 2회전으로 각 팀이 1번씩 수비팀, 공격팀이 된다.
2. 한 회전은 수비팀 4명이 1번씩 수비수가 되어 4라운드로 진행된다.
3. 라운드 시작과 함께 암전되며, 공격팀은 1분 동안 홀 가운데 있는 경계선을 넘어 점수를 획득해야한다.(경계선을 넘는 플레이어 수에는 제한이 없다)
4. 1분이 지나면, 수비수는 수비판정을 한다. 경계선을 넘은 플레이어가 있다고 판단되면 빨간색 버튼을 눌러 수비할 수 있다.
5. 빨간색 버튼을 눌렀을 때, 경계선을 넘은 플레이어들이 있다면 해당 플레이어들은 모두 게임(공격)에서 제외된다.
6. 만약, 경계선을 넘은 플레이어가 없는데, 빨간색 버튼을 눌렀다면 수비페널티로 공격팀이 선택한 1명을 경계선 반대편으로 넘겨준다.
7. 단, 빨간색 버튼은 4라운드 동안 3번만 누를 수 있다.
8. 경계선을 넘은 플레이어가 없다고 판단되면, 초록색 버튼을 눌러 수비할 수 있다.(초록색 버튼을 누르는 횟수에는 제한이 없다)
9. 초록색 버튼을 눌렀을 때, 경계선을 넘은 플레이어가 없다면 수비페널티를 피할 수 있으며 공격팀은 점수를 획득하지 못한다.
10. 하지만 초록색버튼을 눌렀을 때, 경계선을 넘어간 플레이어가 있다면 해당 플레이어들은 승점을 획득한다.
11. 또한 승점은 성공한 횟수만큼 1점이 가산된다. 즉, 처음 성공 시 1점, 두 번째 성공 시 2점이 된다.
12. 종료 시 승점이 더 높은 팀의 데스매치 진출자가 승리 패배한 팀의 데스매치 진출자가 최종 탈락자가 된다.

## 7화

### 메인매치
신의 판결
1. 플레이어들은 주사위가 2개씩 들어있는 8개의 주머니 중 1개를 선택한다.
2. 주머니에는 1~6까지 숫자가 있는 기본주사위 1개와 홀수, 짝수 주사위 중 1개가 랜덤으로 들어있다.
3. 플레이어들은 게임 시작 전, 1~24까지 숫자 중 2개의 숫자를 선택해 자신의 마커를 올려놓는다.
4. 게임이 시작되면 플레이어들은 자신의 순서에 주사위 2개를 10번 연속 던진다. (순서는 가넷 순)
5. 주사위 눈의 합이 선택한 숫자일 경우, 승점 획득 그렇지 않을 경우 승점을 획득하지 못한다.
6. 플레이어들은 주사위를 던지기 전, 특수 주사위를 추가로 구매할 수 있다.
7. 특수주사위는 1개당 가넷 5개를 보증금으로 맡기고 사용할 수 있으며, 게임 종료 시 우승자는 보증금을 되돌려 받는다.
8. 특수주사위는 2종류이며, 플레이어들은 주머니에 손을 넣어 무작위로 주사위를 뽑는다.
9. 주사위는 양도 및 교환이 가능하다. 단, 주사위 던지기가 시작되면 최종적으로 선택한 2개의 주사위는 바꿀 수 없으며, 던지기를 마친 주사위는 딜러가 수거한다.
10. 모든 플레이어의 주사위 던지기가 끝나면 게임이 종료, 승점이 가장 높은 플레이어가 우승자가 되고,승점이 가장 낮은 플레이어가 탈락후보가 된다.
11. 공동우승이 나올 경우, 모두 생명의 징표를 획득한다.
12. 단독우승일 경우 생명의 징표 2개와 자신의 승점만큼 가넷을 추가로 획득한다.

### 데스매치
인디언 홀덤
1. 1~10까지의 숫자카드가 4세트 들어있는 총 40장의 카드로 진행된다. 40장의 카드가 모두 사용되면 새로운 카드를 개봉한다.
2. 딜러는 카드를 셔플한 뒤 공유카드 2장을 오픈, 플레이어들에게 카드 1장씩을 지급한다.
3. 플레이어들은 카드의 앞면을 확인하지 않고 자신의 이마에 붙인다.
4. 플레이어들은 기본베팅으로 칩을 1개씩 낸 후 상대의 카드와 공유카드 2장을 단서로 베팅 할 수 있다. (베팅 칩 개수 제한 없음)
5. 기본적으로 공유카드와 아무런 조합이 안 될 경우 높은 숫자카드를 가진 플레이어가 승리한다. 단, 다음 3가지의 조합이 나올 경우 승패는 달라진다.
6. 첫 번째 ‘더블’은 자신의 카드 1장과 공유카드 중 1장이 같은 숫자인 조합으로 조합이 없는 카드를 이긴다.
7. 두 번째 ‘스트레이트’는 공유카드 2장과 자신의 카드까지 총 3장이 연속되는 숫자로 스트레이트는 더블까지 이긴다. (1과 10은 연속된다)
8. 세 번째 ‘트리플’은 공유카드 2장과 자신의 카드 1장 총 3장이 모두 같은 숫자인 조합으로 더블과 스트레이트를 모두 이긴다.
9. 두 플레이어가 같은 조합일 경우 자신이 갖고 있는 카드 숫자가 더 높은 플레이어가 승리해 베팅된 칩을 모두 갖는다.
10. 베팅할 때는 3가지 선택을 할 수 있다. ① 상대와 같은 수의 칩을 베팅,베팅이 종료되며 두 사람의 카드를 공개한다
11. ② 앞서 베팅된 칩 보다 더 많은 칩을 베팅카드 공개 없이 베팅을 이어간다
12. ③ 베팅하지 않고 게임을 포기 무조건 상대방이 승리, 베팅된 칩을 모두 가져간다
13. 단, 스트레이트나 트리플을 가지고 포기했을 경우 페널티로 칩 10개를 상대에게 줘야한다.
14. 같은 숫자로 무승부가 되었을 경우 베팅된 칩은 다음 게임에서 승리한 플레이어가 갖는다.
15. 한 명이 칩을 모두 잃으면 게임이 종료된다.
16. 베팅에 사용되는 칩은 가넷을 칩으로 교환해 마련한다. 가넷 1개당 칩 5개로 교환되며,게임종료시 획득한 칩을 다시 가넷으로 교환할 수 있다.

## 8화

### 메인매치
마이너스 경매
1. -3부터 –35까지의 숫자큐브가 경매에 사용되며, 게임 시작 시, 플레이어들은 경매에 사용될 칩 9개씩을 지급받는다.
2. 추첨을 통해 숫자큐브 1개가 공개, 경매에 오르며 플레이어들은 자신의 순서에 해당 숫자큐브에 대한 낙찰여부를 결정해야 한다. (플레이어 순서는 제비뽑기)
3. 숫자큐브를 받고 싶지 않다면, 거부의사를 밝히고 칩 1개를 내야한다. 거부한 경우, 순서는 다음 플레이어에게 넘어간다.
4. 거부할 칩이 없을 경우 무조건 해당 숫자큐브를 낙찰 받아야 한다.
5. 숫자큐브를 받고 싶다면 낙찰의사를 밝힌 뒤 큐브와 함께 쌓여있는 칩까지 가져갈 수 있다.(낙찰 받은 숫자큐브는 모두에게 공개된다)
6. 숫자큐브가 낙찰되면 새로운 경매대상이 공개되고 낙찰 받은 플레이어부터 다시 경매순서가 돌아간다.
7. 게임 종료 시 [숫자큐브의 합 + 칩 개수]가 자신의 최종점수가 된다.
8. 숫자큐브의 숫자가 연속될 경우 가장 낮은 숫자만 점수에 포함된다.
9. 단, 게임시작 전 딜러는 –3부터 –35까지 숫자큐브 중 1개를 히든 큐브로 뽑아 따로 보관한다. 히든 큐브는 경매대상에 포함되지 않으며, 게임이 끝날 때까지 공개되지 않는다.
10. 또한 플레이어들은 낙찰 거부 시 칩 대신 가넷 1개를 사용할 수 있다.
11. 낙찰거부에 사용된 가넷 역시 해당 숫자큐브를 낙찰 받은 플레이어가 갖는다. 단, 가넷은 최종 점수 계산에서 제외된다.
12. 게임 종료 시 가장 적은 마이너스 점수를 획득한 플레이어가 우승자가 되며, 생명의 징표 2개와 가넷 5개를 획득한다.

### 데스매치
같은 그림 찾기
1. 그림판 앞면에는 16개의 알파벳이, 뒷면에는 각기 다른 16장의 그림이 숨겨져 있다
2. 게임은 20장의 그림카드가 채워진 개인 컨베이어 벨트에서 진행된다. (그림판에 있는 16개의 그림 3묶음을 셔플 한 뒤, 컨베이어 벨트의 첫 번째 빈칸부터 채운다)
3. 가넷이 더 많은 플레이어가 10번째 그림카드에서 가넷이 적은 플레이어는 8번째 그림카드에서 게임을 시작한다.
4. 말을 앞으로 이동시키기 위해서는 다음 칸에 있는 그림카드와 같은 그림을 그림판에서 찾아야 한다.
5. 선택한 그림이 벨트 위의 그림과 일치할 경우 한 칸 전진하며, 이어서 그림판의 그림을 한 번 더 확인할 수 있다.
6. 그림이 일치하지 않을 경우, 컨베이어 벨트가 한 칸 후진, 맨 앞쪽에 새로운 그림카드가 채워지고 다음 플레이어에게 순서가 넘어간다.
7. 한 플레이어의 말이 결승점에 먼저 도착하면 해당 플레이어의 승리로 게임이 종료된다.
8. 같은 그림을 찾지 못해 말이 컨베이어 벨트에서 떨어지게 되면, 해당 플레이어의 패배로 게임이 종료된다.

## 9화

### 메인매치
정리해고
1. 정리해고는 1회전 메인매치였던 먹이사슬의 회사버전으로 플레이어와 게스트, 총 11명은 제비뽑기를 통해 회사 조직의 간부 혹은 사원이 된다.
2. 승리조건은 각 캐릭터마다 다르며, 자신의 캐릭터는 다른 플레이어들에게 공개되지 않는다.
3. 모든 캐릭터는 영업팀, 인사팀, 생산팀 중 한 부서에 소속되어 있으며, 이 중 인사팀 소속인 플레이어는 다른 플레이어 중 1명의 캐릭터를 엿볼 수 있다
4. 게임은 총 4라운드로 진행되며, 게임이 시작되면 플레이어들은 영업팀, 인사팀, 생산팀 중 해당 라운드에 있을 부서를 결정한다.
5. 한 라운드를 자신의 부서가 아닌 곳에 있었다면 다음 라운드에는 반드시 자신의 부서로 돌아가야 한다.
6. 장소이동이 끝나면 해고 스티커를 이용해 자신보다 낮은 직급의 플레이어를 해고할 수 있다. 해고 스티커는 한 라운드에 1번만 사용할 수 있으며 해고 당한 플레이어는 게임에서 제외된다.
7. 상대가 상사일 경우, 아무 일도 일어나지 않는다. 단, 사장에게 해고스티커를 붙인 경우 본인이 해고된다.
8. 해고상황은 같은 부서에 있는 사람들에게만 공개, 해고당한 플레이어가 발생했을 경우에만 해당 플레이어의 이름(캐릭터X)이 모두에게 공개된다.
9. 게임종료 시 승리조건을 충족시킨 플레이어들은 모두 승자가 되어 생명의 징표와 가넷 1개를 획득, 게스트일 경우 가넷1개의 가치인 100만원을 획득한다
10. 우승자들은 패배한 플레이어들 중 1명을 탈락후보로 선택하며, 탈락후보는 우승자를 제외한 플레이어 중 1명을 데스매치 상대로 지목한다.

### 데스매치
흑과 백
1. 데스매치대상자 2명은 0~8까지 9장의 숫자타일을 지급받는다.
2. 9개의 숫자타일은 흑색, 백색으로 나뉘며 0,2,4,6,8은 흑색, 1,3,5,7은 백색타일로 구성되어 있다.
3. 1라운드의 선플레이어는 가넷이 많은 플레이어가 결정하며, 2라운드부터는 전 라운드에 승리한 플레이어가 선플레이어가 된다.
4. 선플레이어가 0~8까지의 숫자타일 중 1개를 뒷면이 보이도록 제시한 뒤, 후 플레이어가 타일을 제시한다.
5. 제시된 타일은 딜러만 확인하며, 둘 중 더 높은 숫자타일을 제시한 플레이어가 승리 승점을 획득한다.
6. 상대가 어떤 숫자타일을 냈는지는 승패가 결정된 후에도 공개되지 않는다.
7. 즉 플레이어들은 자신이 낸 숫자타일과 흑,백으로 나뉜 타일로 상대방의 남은 타일을 유추해 게임을 진행해야 한다.
8. 9번의 대결 결과, 승점이 더 높은 플레이어가 승자가 되어 차회전에 진출한다.

## 10화

### 메인매치
빅딜 게임
1. 더 지니어스 플레이어 4명이 제비뽑기를 통해 슈퍼주니어 4명 중 자신의 팀원 1명씩을 뽑는다. (팀 정보는 다른 플레이어들에게 공개되지 않는다)
2. 빅딜 게임에는 빨간색, 파란색, 초록색, 노란색, 하얀색 총 5가지 색깔이 참가조건으로 사용된다.
3. 8명의 플레이어들은 5가지 색깔 중 제비뽑기를 통해 각각 2개의 색깔을 자신의 고유색깔로 갖게 된다.
4. 게임은 총 3라운드로 라운드마다 8명이 1번씩 협상의 마스터가 되어 3라운드 동안 총 24번의 협상이 진행된다.
5. 마스터는 협상을 주관하는 플레이어로 거래의 성사여부를 최종적으로 결정한다. (마스터, 참가조건은 협상마다 추첨을 통해 결정)
6. 참가조건은 협상에 참가할 수 있는 플레이어의 색깔을 의미하며, 3~5가지 색깔조합이 추첨을 통해 무작위로 선택된다.
7. 마스터와 참가조건이 결정되면, 마스터의 주관 하에 참가조건의 색깔을 가진 플레이어들이 협상을 통해 승점을 자유롭게 분배하여 가질 수 있다.
8. 참가조건에 명시된 색이 3가지라면 각각의 색깔을 가진 3명의 플레이어가 협상에 참여해야 거래성사. (단 1번의 협상에 자신의 고유색깔 1가지만 사용가능
9. 협상에 걸린 승점은 해당라운드의 기본승점 X 참가조건의 색깔개수이며 1,2라운드의 기본승점은 5점, 3라운드는 10점이다
10. 협상에 참여한 플레이어가 모두 동의하면 거래가 이루어지고, 해당 협상에 걸린 승점을 나눠 갖는다.
11. 플레이어간의 협상이 이루어지지 않거나 마스터가 거래의사가 없을 경우 마스터는 거래를 취소할 수 있다.
12. 마스터가 거래를 취소할 경우 마스터만 기본승점을 획득, 해당 협상을 종료한다.
13. 3라운드 종료 시 각 팀의 팀원이 공개되며, 팀의 승점이 가장 많은 승점을 획득한 팀이 우승, 승점이 가장 적은 팀의 더 지니어스 플레이어가 탈락후보가 된다.
14. 우승팀의 더 지니어스 플레이어는 생명의 징표 1개 가넷 5개를 획득, 우승팀의 슈퍼주니어 플레이어는 상금 500만원을 획득한다.

- 공동우승이 나왔을 경우, 더 지니어스 플레이어의 승점이 더 높은 팀이 우승자가 되며 슈퍼주니어 멤버의 상금은 없다.
- 세 팀이 공동우승을 할 경우, 생명의 징표가 모두 소멸되어 탈락후보가 3명의 플레이어 중 1명을 선택, 데스매치에 진출한다.

### 데스매치
인디언 홀덤
1. 1~10까지의 숫자카드가 4세트 들어있는 총 40장의 카드로 진행된다. 40장의 카드가 모두 사용되면 새로운 카드를 개봉한다.
2. 딜러는 카드를 셔플한 뒤 공유카드 2장을 오픈, 플레이어들에게 카드 1장씩을 지급한다.
3. 플레이어들은 카드의 앞면을 확인하지 않고 자신의 이마에 붙인다.
4. 플레이어들은 기본베팅으로 칩을 1개씩 낸 후 상대의 카드와 공유카드 2장을 단서로 베팅 할 수 있다. (베팅 칩 개수 제한 없음)
5. 기본적으로 공유카드와 아무런 조합이 안 될 경우 높은 숫자카드를 가진 플레이어가 승리한다. 단, 다음 3가지의 조합이 나올 경우 승패는 달라진다.
6. 첫 번째 ‘더블’은 자신의 카드 1장과 공유카드 중 1장이 같은 숫자인 조합으로 조합이 없는 카드를 이긴다.
7. 두 번째 ‘스트레이트’는 공유카드 2장과 자신의 카드까지 총 3장이 연속되는 숫자로 스트레이트는 더블까지 이긴다. (1과 10은 연속된다)
8. 세 번째 ‘트리플’은 공유카드 2장과 자신의 카드 1장 총 3장이 모두 같은 숫자인 조합으로 더블과 스트레이트를 모두 이긴다.
9. 두 플레이어가 같은 조합일 경우 자신이 갖고 있는 카드 숫자가 더 높은 플레이어가 승리해 베팅된 칩을 모두 갖는다.
10. 베팅할 때는 3가지 선택을 할 수 있다. ① 상대와 같은 수의 칩을 베팅,베팅이 종료되며 두 사람의 카드를 공개한다
11. ② 앞서 베팅된 칩 보다 더 많은 칩을 베팅카드 공개 없이 베팅을 이어간다
12. ③ 베팅하지 않고 게임을 포기 무조건 상대방이 승리, 베팅된 칩을 모두 가져간다
13. 단, 스트레이트나 트리플을 가지고 포기했을 경우 페널티로 칩 10개를 상대에게 줘야한다.
14. 같은 숫자로 무승부가 되었을 경우 베팅된 칩은 다음 게임에서 승리한 플레이어가 갖는다.
15. 한 명이 칩을 모두 잃으면 게임이 종료된다.
16. 베팅에 사용되는 칩은 가넷을 칩으로 교환해 마련한다. 가넷 1개당 칩 5개로 교환되며,게임종료시 획득한 칩을 다시 가넷으로 교환할 수 있다.

## 11화

### 메인매치
엘리베이터
1. 엘리베이터 게임은 지니어스 팀 3인과 리벤저 팀 3인의 팀전으로 진행된다.
2. 1~100호까지 있는 건물이 있다. 양 팀에게는 말 1개씩이 주어지며 건물의 1호에서 출발하게 된다.
3. 지니어스 팀, 리벤저 팀 6명은 0,1 중 하나를 선택하여 버튼을 눌러, 1을 누른 플레이어의 수만큼 말을 전진시킨다.
4. 어떤 버튼을 누를 것인지는 상의할 수 있지만 누가 어떤 버튼을 눌렀는지는 공개되지 않고 1을 누른 총 명수만 공개된다.
5. 말을 이동시킨 결과, 도착지점에 상행 or 하행 엘리베이터가 있을 경우 연결되어있는 칸으로 말을 이동시킨다.
6. 같은 방식으로 말을 계속 전진시켜 가장 먼저 100호에 도착하거나 지나가는 팀이 승리 팀이 된다.
7. 게임시작 전, 지니어스 팀 3명은 자신의 이름이 쓰여진 10개의 표식을 지급받으며 2개는 2점, 8개는 1점짜리 표식으로 구성되어 있다.
8. 가넷이 많은 플레이어부터 돌아가며 100개의 칸 중 10곳을 선택해 자신의 표식을 올려놓는다. (단, 엘리베이터 탑승칸에는 표식을 놓을 수 없다)
9. 어느 팀의 말이든 표식이 있는 곳에 말이 멈췄다면 해당 플레이어는 표식에 따른 승점을 획득한다.
10. 게임 종료 시, 게임의 승패와 관계없이 지니어스 팀 중 가장 승점이 높은 플레이어가 우승자가 되어 생명의 징표 1개를 획득하며 나머지 2명은 자동으로 데스매치에 진출한다.
11. 엘리베이터 게임은 총 2천만원의 보상이 걸려있으며 지니어스 팀이 승리할 경우 승점이 가장 높은 플레이어가 가넷 20개를 획득한다
12. 리벤저 팀이 승리할 경우, 리벤저 팀에게 20가넷의 가치인 2천만 원을 지급. 지금까지 탈락한 10명이 200만원씩 획득한다.

- 지니어스 팀의 최고 득점자의 승점이 동점이 나올 경우, 가넷이 많은 플레이어가 우승자가 된다.

### 데스매치
흑과 백
1. 데스매치대상자 2명은 0~8까지 9장의 숫자타일을 지급받는다.
2. 9개의 숫자타일은 흑색, 백색으로 나뉘며 0,2,4,6,8은 흑색, 1,3,5,7은 백색타일로 구성되어 있다.
3. 1라운드의 선플레이어는 가넷이 많은 플레이어가 결정하며, 2라운드부터는 전 라운드에 승리한 플레이어가 선플레이어가 된다.
4. 선플레이어가 0~8까지의 숫자타일 중 1개를 뒷면이 보이도록 제시한 뒤, 후 플레이어가 타일을 제시한다.
5. 제시된 타일은 딜러만 확인하며, 둘 중 더 높은 숫자타일을 제시한 플레이어가 승리 승점을 획득한다.
6. 상대가 어떤 숫자타일을 냈는지는 승패가 결정된 후에도 공개되지 않는다.
7. 즉 플레이어들은 자신이 낸 숫자타일과 흑,백으로 나뉜 타일로 상대방의 남은 타일을 유추해 게임을 진행해야 한다.
8. 9번의 대결 결과, 승점이 더 높은 플레이어가 승자가 되어 차회전에 진출한다.

## 12화
1. 결승전에는 총 3개의 게임이 준비되어 있으며, 먼저 2승을 올린 플레이어가 최종 우승자가 된다.
2. 결승전에는 게임에 도움이 될 12개의 아이템이 준비되어 있다.
3. 11명의 탈락자 게스트들은 게임 시작 전, 12개의 아이템 중 1개를 뽑아 자신이 지지하는 플레이어에게 줄 수 있다.
4. 각각의 아이템은 사용되는 게임 시작 전에 플레이어들에게 전달 및 공개되며, 11명이 뽑고 남은 1개의 아이템은 가넷이 더 많은 플레이어가 갖게된다.
5. 결승전에는 '인디언 홀덤', '콰트로' 그리고 새로운 게임 '진실 탐지기', 총 3개의 게임이 준비되어 있다.
6. 새로운 게임 '진실 탐지기'가 2번째 게임이 될 것이며, 1회전 게임은 '게임 선택 아이템'을 가진 플레이어가 정하게 된다.

### 1회전
1. [인디언 홀덤] 공유카드 교환 :  이미 오픈된 공유카드를 아직 오픈되지 않은 카드 2장으로 바꿀 수 있다. (반드시 베팅 시작 전에 사용해야 한다.)
2. [인디언 홀덤] 칩 5개 추가 (수량 2개) : 게임 시작 전, 칩 5개를 추가할 수 있다.

### 2회전
1. [진실 탐지기] 선 플레이어 : 먼저 질문을 시작할 수 있다.
2. [진실 탐지기] 진실 페널티 면제 : 실수로 진실을 말했을 때, 페널티를 면제할 수 있다.
3. [진실 탐지기] 더블 턴 : 자신의 턴에 질문 2개를 연속으로 하거나 질문과 정답을 동시에 할 수 있다.

진실 탐지기
1. 진실 탐지기 게임은 상대방이 거짓을 말한 정보로 상대방의 패스워드를 알아내는 게임이다.
2. 0~9까지의 숫자를 조합하여 네 자리 수의 패스워드를 만든다
3. 패스워드를 만드는 조합에는 제한이 없다. 한 가지 숫자만으로 만들어도 되며, 모두 다른 숫자로 만들어도 상관없다.
4. 패스워드 설정이 끝나면, 선 플레이어부터 번갈아 가며 상대방에게 패스워드에 대한 질문을 한다.
5. 질문을 받은 플레이어는 반드시 해당 질문에 대해 거짓으로 대답해야 한다.
6. 만약, 진실을 말할 경우, 진실 탐지기가 작동되어 진실 페널티로 자신의 패스워드에 포함되지 않는 숫자 한 개를 상대방에게 직접 공개해야 한다.
7. 질문은 반드시 패스워드에 관련된 질문만 해야 하며, 대답할 때 역시 질문과 관련 없는 엉뚱한 대답이나 불가능한 대답 또는 회피성 대답을 해서는 안된다.
8. 상대의 거짓 대답을 정보로 먼저 상대방 패스워드의 숫자와 순서를 정확히 맞춘 플레이어가 이 게임의 승자가 된다.
9. 상대의 패스워드를 알아냈다면, '정답'이라고 말하고 정답을 말하면 된다.
10. 하지만, 정답을 말하는 것 역시 턴을 소모하는 것으로 간주한다.

### 3회전
1. [콰트로] 추가 멀리건 : 게임 시작 전, 기본적으로 주어지는 멀리건 2회 외에 추가적으로 한 번 더 멀리건을 할 수 있다.
2. [콰트로] 추가 교환 : 정해진 세 번 외에 추가로 한 번 더 관전 플레이어와 카드를 교환할 수 있다. (단, 이미 교환한 플레이어와는 교환 불가능)
3. [콰트로] 0 카드 강제교환 : 0 카드를 가지고 있는 플레이어가 공개되고, 0 카드와 자신의 카드 한장을 교환 할 수 있다. (세 번의 교환 이후에도 쓸 수 있다.)